# Ptýrovec
Ptýrovec je malá vesnice, část obce Ptýrov v okrese Mladá Boleslav. Nachází se asi jeden kilometry východně od Ptýrova. Vesnicí protéká Jizera. Ptýrovec leží v katastrálním území Ptýrov o výměře 4,91 km².

## Historie
První písemná zmínka o vesnici pochází z roku 1345.

## Pamětihodnosti

### Zvonička (kaplička)
Z roku 1846 na návsi. Čtyřboká zděná stavba s cibulovitou vížkou, se stanovou plechovou střechou, původně sedlovou krytou šindelem. Uvnitř byla socha P. Marie a lidová malba na zdi, ve výklencích na vnějších stěnách stavby byly z plechu vykrojené postavy sv. Jana Nepomuckého a krucifix.

## Další fotografie

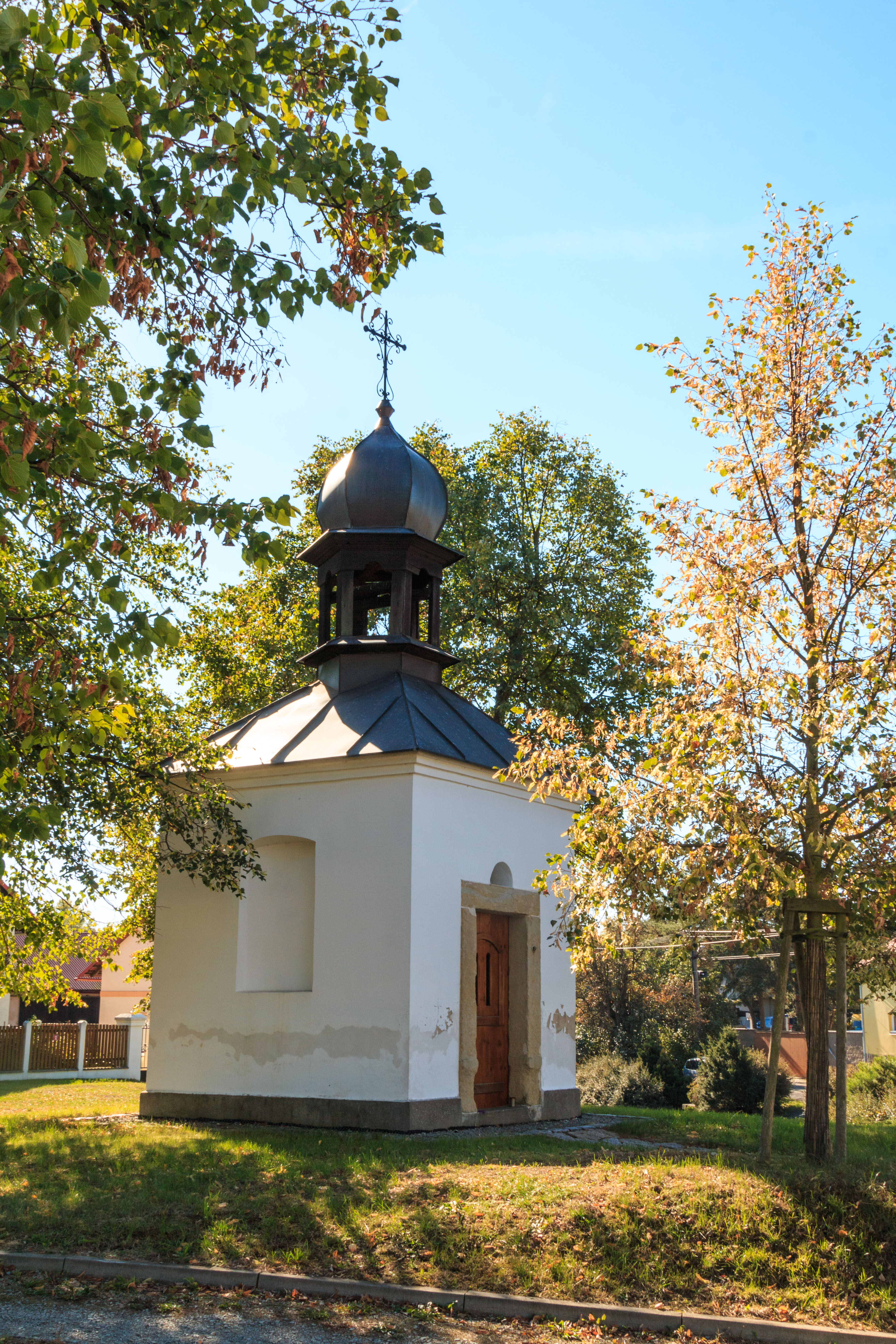
Kaplička na návsi
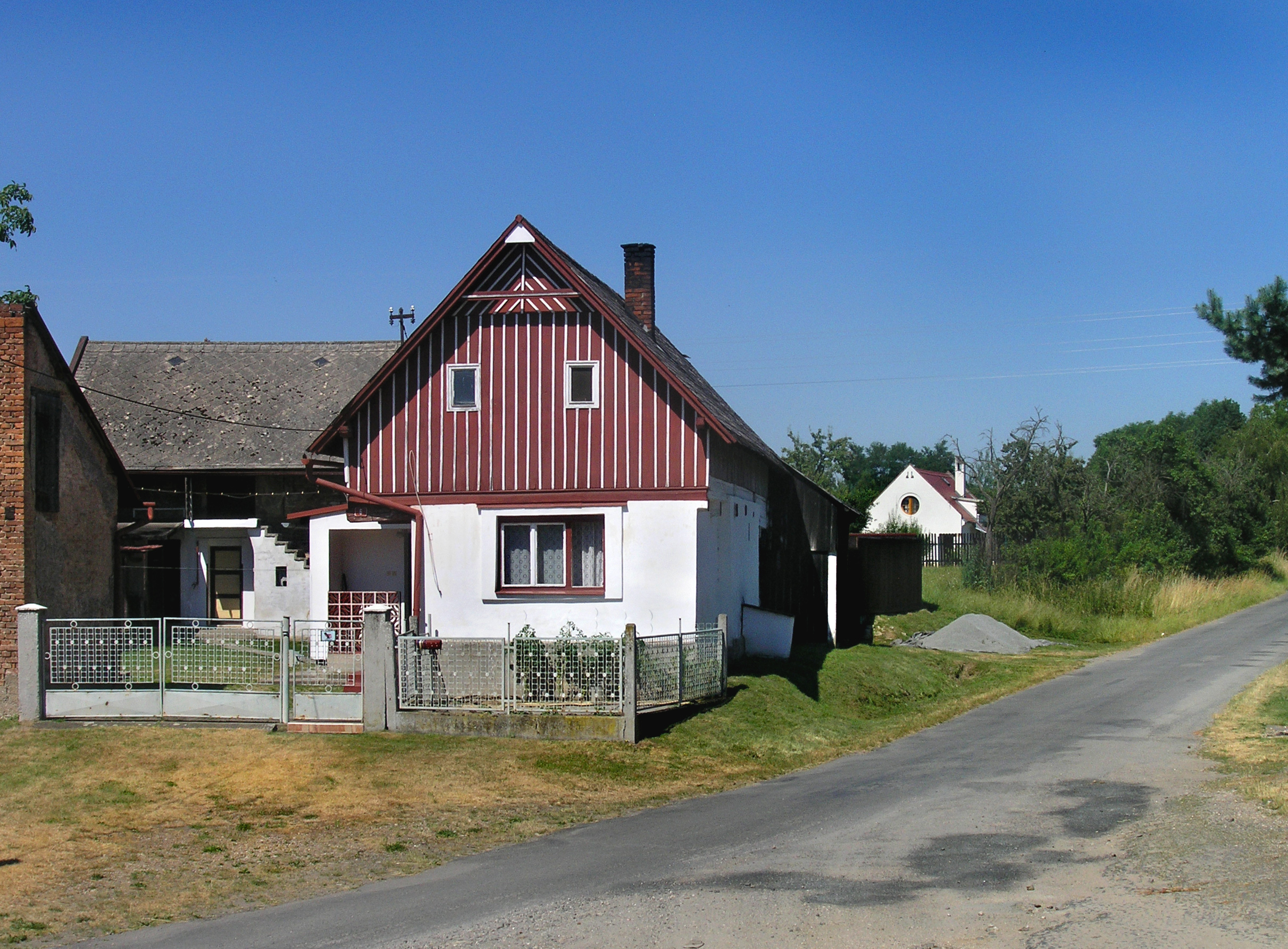
Domek u silnice směrem k centru obce
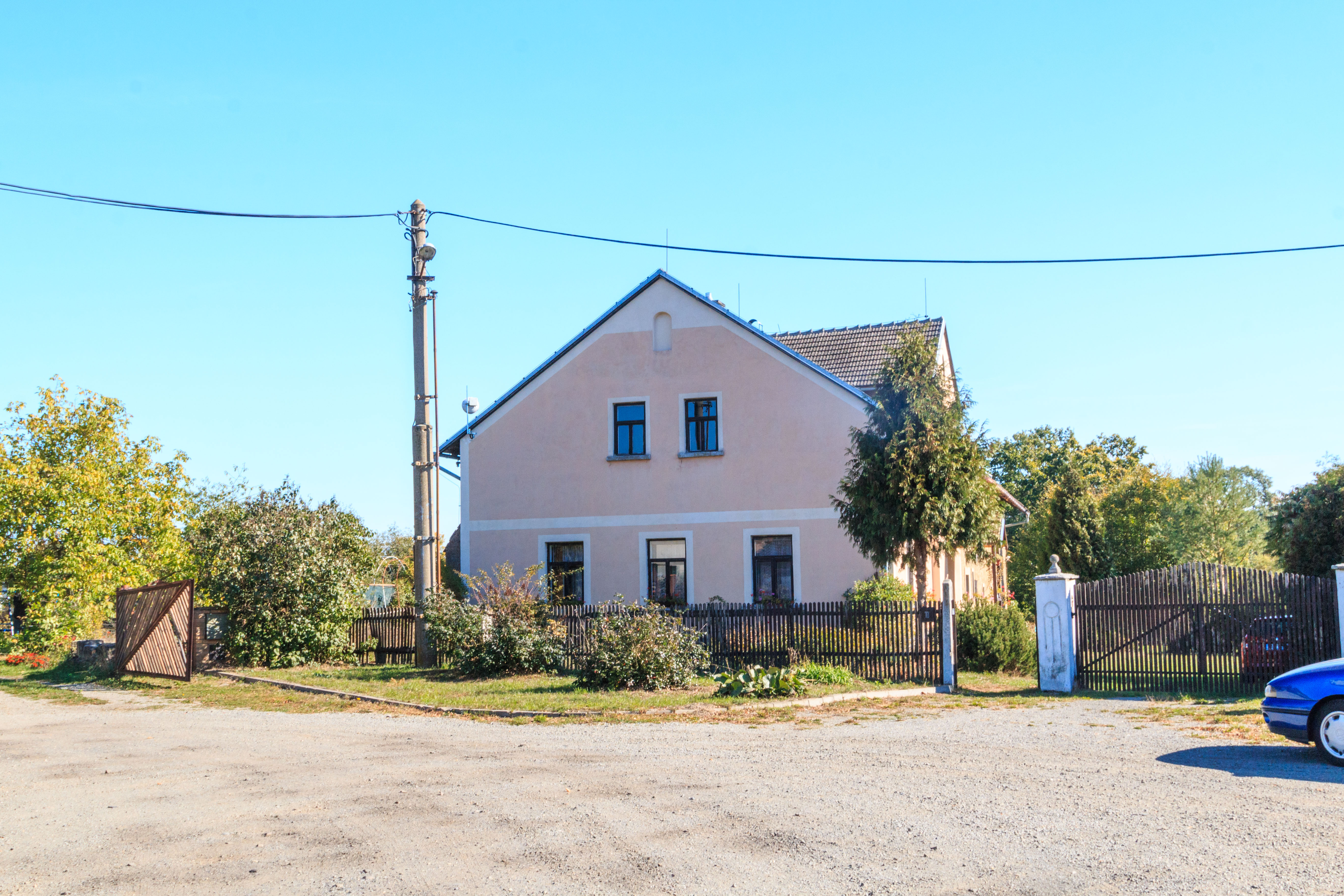
Ptýrovec - dům čp. 10
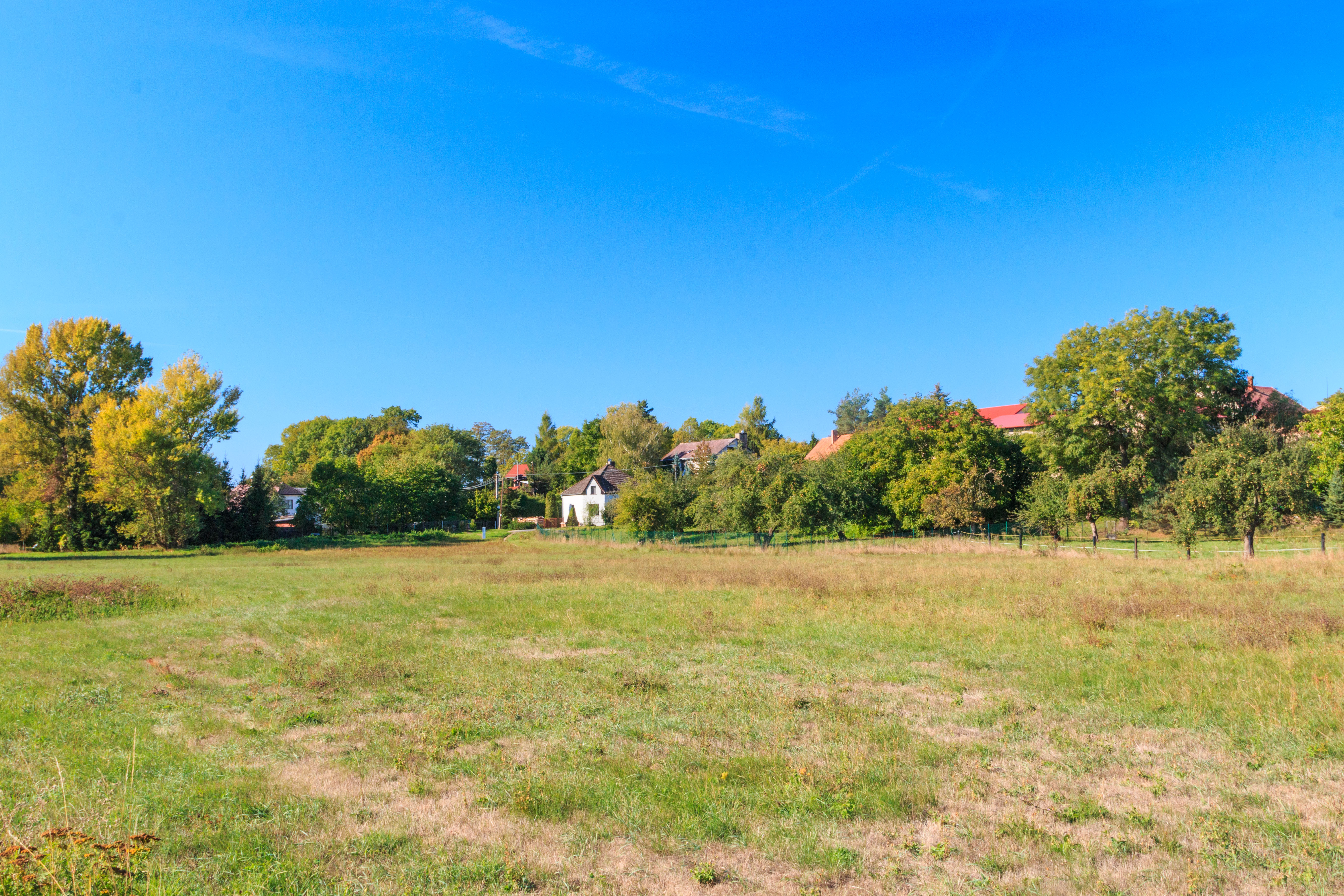
Ptýrovec - pohled od mostu přes Jizeru